# Monaeses quadrituberculatus
Monaeses quadrituberculatus es una especie de araña cangrejo del género Monaeses, familia Thomisidae. Fue descrita científicamente por Lawrence en 1927.

## Distribución
Esta especie se encuentra en África del Sur.